# Colapso económico
Um colapso económico é qualquer uma de uma ampla gama de más condições económicas, variando de uma depressão severa e prolongada com altas taxas de falência e alto desemprego (como a Grande Depressão da década de 1930), a uma quebra no comércio normal causada pela hiperinflação (como na Alemanha de Weimar na década de 1920), ou mesmo um aumento acentuado na taxa de mortalidade causado economicamente e talvez até mesmo um declínio na população (como nos países da antiga URSS na década de 1990). Muitas vezes, o colapso económico é acompanhado de caos social, agitação civil e quebra da lei e da ordem.

## Casos
Existem poucos casos bem documentados de colapso económico. Um dos casos mais bem documentados de colapso ou quase colapso é a Grande Depressão, cujas causas ainda estão a ser debatidas.
“Compreender a Grande Daepressão é o Santo Graal da macroeconomia.” — Ben Bernanke (1995)
O comentário de Bernanke aborda a dificuldade de identificar causas específicas quando muitos fatores podem ter contribuído em diferentes graus.
Colapsos económicos passados tiveram causas políticas e financeiras. Défices comerciais persistentes, guerras, revoluções, fomes, esgotamento de recursos importantes e hiperinflação induzida pelo governo foram listados como causas.
Em alguns casos, bloqueios e embargos causaram dificuldades severas que poderiam ser consideradas colapso económico. Nos EUA, a Lei do Embargo de 1807 proibiu o comércio exterior com nações europeias em guerra, causando uma grave depressão na economia fortemente dependente do comércio internacional, especialmente na indústria naval e nas cidades portuárias, pondo fim a um grande boom. O bloqueio da União aos Estados Confederados da América prejudicou severamente os proprietários de plantações do Sul; no entanto, o Sul teve pouco desenvolvimento económico. O bloqueio da Alemanha durante a Primeira Guerra Mundial levou à fome centenas de milhares de alemães, mas não causou colapso económico, pelo menos até a turbulência política e a hiperinflação que se seguiram. Tanto para a Confederação quanto para a Alemanha de Weimar, o custo da guerra foi pior que o bloqueio. Muitos proprietários de plantações do Sul tiveram as suas contas bancárias confiscadas e todos tiveram que libertar os seus escravos sem compensação. Os alemães tiveram que fazer reparações de guerra.
Após a derrota na guerra, o país ou fação conquistadora pode não aceitar o papel-moeda dos vencidos, e o papel torna-se inútil. (Esta era a situação da Confederação.) As obrigações da dívida do governo, principalmente títulos, são frequentemente reestruturadas e, às vezes, perdem o valor. Portanto, há uma tendência do público em manter ouro e prata em tempos de guerra ou crise.

## Efeitos da guerra e da hiperinflação na riqueza e no comércio
Hiperinflação, guerras e revoluções causam acumulação de bens essenciais e perturbação dos mercados. Em algumas hiperinflações passadas, os trabalhadores eram pagos diariamente e imediatamente gastavam os seus ganhos em bens essenciais, que muitas vezes usavam para troca. As prateleiras das lojas estavam frequentemente vazias. Um exemplo claro disso foi visto na Arménia. Durante o colapso da União Soviética, a Arménia sofreu três grandes choques durante esta fase inicial de transformação, resultando em hiperinflação e na perda de grande parte do comércio. Primeiro, o antigo regime de planeamento central entrou em colapso e muitas grandes empresas arménias que tinham sido desenvolvidas para servir a União Soviética perderam os seus mercados quase da noite para o dia. Em segundo lugar, como importador de energia, os termos de troca da Arménia deterioraram-se drasticamente, uma vez que o preço da energia importada aumentou drasticamente em comparação com os preços das suas exportações. Terceiro, a guerra em Nagorno-Karabakh foi um enorme fardo para a economia e foi seguida por bloqueios e outros distúrbios económicos, alguns dos quais perduram até hoje. Como resultado, em 1993, o PIB da Arménia caiu para apenas 47 por cento do seu nível de 1990. Entretanto, em meados da década de 1990, a hiperinflação na Arménia foi controlada graças à estreita colaboração do governo e do Banco Central da Arménia (CBA) na implementação de fortes políticas monetárias e fiscais. A inflação média dos preços ao consumidor foi reduzida de mais de 5.000% (1994) para 175% (1995). A Arménia foi, de facto, uma das verdadeiras histórias de sucesso da região.
Moedas estrangeiras mais estáveis, prata e ouro (geralmente moedas) eram mantidas e trocadas no lugar da moeda local. O país de cunhagem das moedas de metais preciosos tendia a ser relativamente sem importância. As joias também eram usadas como meio de troca. Bebidas alcoólicas também eram utilizadas para troca.
Indivíduos desesperados venderam bens valiosos para comprar bens essenciais ou trocaram-nos por ouro e prata.
Na hiperinflação alemã, as ações detinham muito mais valor do que o papel-moeda. Títulos denominados na moeda inflacionada podem perder a maior parte ou todo o valor.

## Feriados bancários, conversão ou confisco de contas e nova moeda

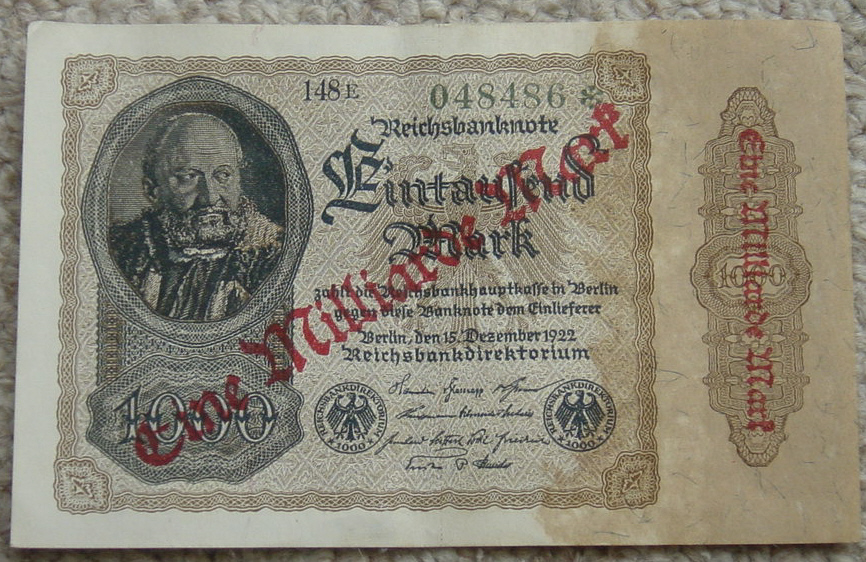
Uma nota alemã de 1000 marcos, estampada em vermelho com a escala longa "Eine Milliarde Mark" (1.000.000.000 marcos) durante a hiperinflação de 1923.

Durante crises financeiras graves, às vezes os governos fecham bancos. Os depositantes podem não conseguir levantar o seu dinheiro por longos períodos, como aconteceu nos Estados Unidos em 1933, sob a Lei Bancária de Emergência. Os levantamentos podem ser limitados. Os depósitos bancários podem ser involuntariamente convertidos em títulos do governo ou numa nova moeda de menor valor em moeda estrangeira.
Durante crises financeiras e até mesmo situações menos graves, controlos de capital são frequentemente impostos para restringir ou proibir a transferência ou retirada pessoal de dinheiro, títulos ou outros objetos de valor de um país. Para acabar com a hiperinflação, normalmente é emitida uma nova moeda. Muitas vezes não vale a pena trocar a moeda antiga pela nova.

## Exemplos históricos

### China 1852–70
A Rebelião Taiping, seguida de guerras internas, fomes e epidemias, causou a morte de mais de 100 milhões de pessoas e prejudicou muito a economia.

### Alemanha de Weimar na década de 1920
Após a derrota da Alemanha na Primeira Guerra Mundial, a instabilidade política resultou em assassinatos de centenas de figuras políticas. (Ver: Revolução Alemã de 1918-1919 e Putsch de Kapp)
As finanças da Alemanha foram severamente afetadas pela guerra e pelas reparações de acordo com o Tratado de Versalhes, deixando o governo incapaz de arrecadar impostos suficientes para operar e fazer reparações de guerra. O governo recorreu à impressão de dinheiro para cobrir o défice, o que resultou numa grande hiperinflação; um livro sobre estes acontecimentos, que inclui citações e alguns relatos em primeira mão, é When Money Dies. A hiperinflação terminou em dezembro de 1923, com a dívida do governo sendo liquidada às custas das economias dos cidadãos comuns.
Alguns acreditam que a hiperinflação de 1923 ajudou a alimentar a eventual ascensão do partido Nazi e a ascensão de Hitler ao poder em 1933. Os economistas, no entanto, tendem a atribuir a ascensão de Hitler à Deflação e à Grande Depressão que começaram em 1929. Paul Krugman concluiu que a hiperinflação de 1923 não levou Hitler ao poder, mas sim a deflação e a depressão de Brüning. Antes de 1929, o partido nazi estava em declínio, recebendo menos de 3% dos votos nas eleições federais alemãs de 1928 (ver os resultados eleitorais do Partido Nazi).

### A Grande Depressão da década de 1930

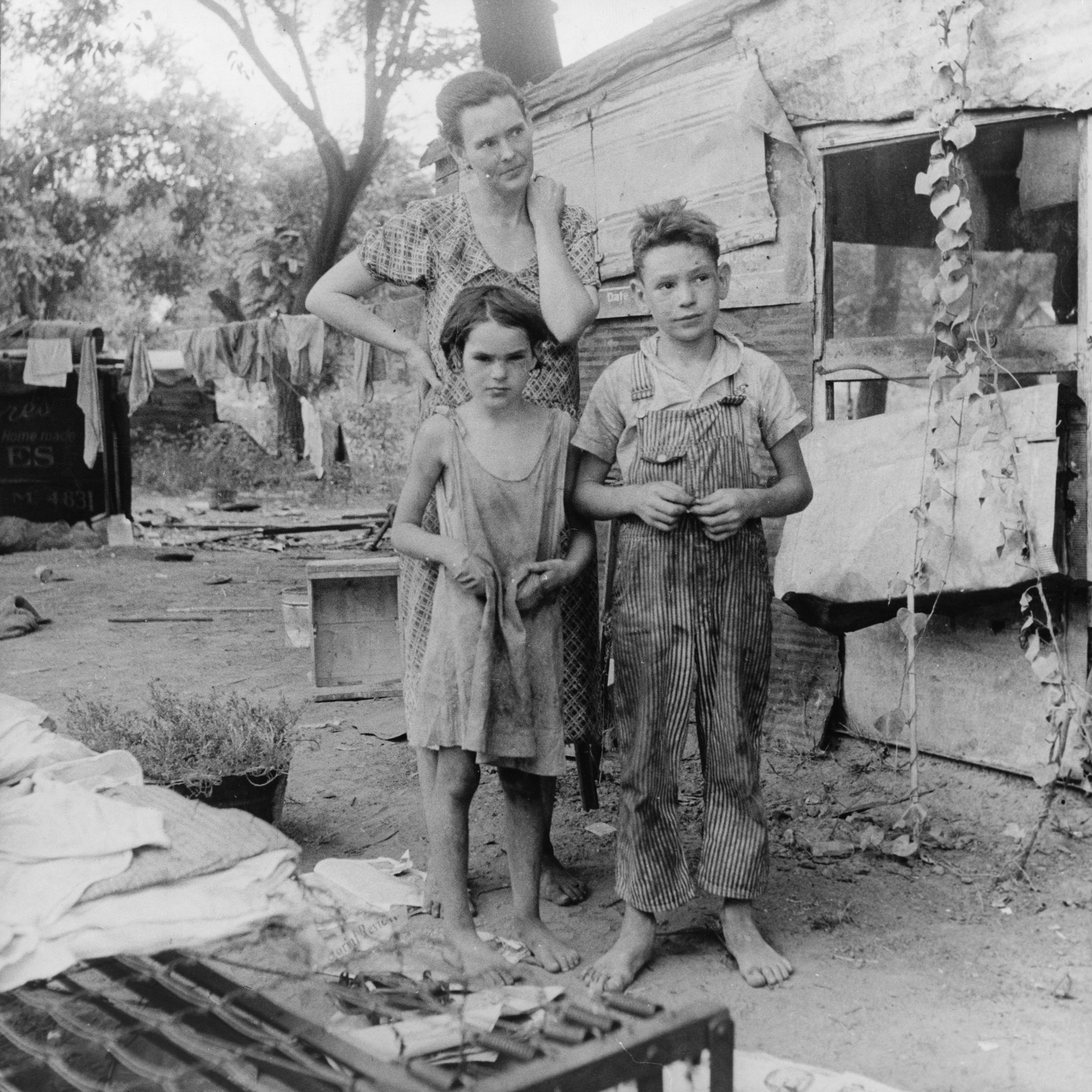
Uma família americana empobrecida a viver numa barraca, 1936.

Embora não tenha sido um verdadeiro colapso económico, a década de 1930 testemunhou a mais severa contração económica mundial desde o início da Revolução Industrial. Nos EUA, a Depressão começou no verão de 1929, logo seguida pela quebra da bolsa de valores em outubro de 1929. Os preços das ações americanas continuaram a cair de forma intermitente até atingirem o fundo do poço em julho de 1932. No primeiro trimestre de 1933, o sistema bancário entrou em colapso: os preços dos ativos caíram, os empréstimos bancários cessaram em grande parte, um quarto da força de trabalho americana estava desempregada e o PIB real per capita em 1933 estava 29% abaixo do seu valor de 1929. A rápida recuperação que se seguiu foi interrompida por uma grande recessão em 1937-38. Os EUA recuperaram totalmente em 1941, na véspera da sua entrada na Segunda Guerra Mundial, o que deu origem a um boom tão dramático quanto a Depressão que o precedeu.
Embora tenha havido inúmeras falências bancárias durante a Grande Depressão, a maioria dos bancos em países desenvolvidos sobreviveu, assim como a maioria das moedas e governos. A mudança monetária mais significativa durante a depressão foi o fim do padrão-ouro pela maioria das nações que o utilizavam. Nos EUA, o dólar era resgatável em ouro até 1933, quando os cidadãos americanos foram forçados a entregar o seu ouro (exceto 5 onças) por moeda fiduciária (ver: Ordem Executiva 6102) e foram proibidos de possuir ouro monetário pelas quatro décadas seguintes. Posteriormente, o ouro foi reavaliado de US$ 20,67 a onça para US$ 35 a onça. Os dólares americanos continuaram resgatáveis em ouro por estrangeiros até 1971. A posse de ouro foi legalizada nos EUA em 1974, mas não com status de moeda com curso legal.
Por pior que tenha sido a Grande Depressão, ela ocorreu durante um período de alto crescimento da produtividade, o que fez com que os salários reais aumentassem. O alto desemprego foi, em parte, resultado dos ganhos de produtividade, que permitiram que o número de horas da semana de trabalho padrão fosse reduzido e, ao mesmo tempo, a produção económica foi restaurada aos níveis anteriores após alguns anos. Os trabalhadores que permaneceram empregados viram os seus rendimentos horários reais aumentarem porque os salários permaneceram constantes enquanto os preços caíram; no entanto, os rendimentos globais permaneceram relativamente constantes devido à redução da semana de trabalho. A conversão do dólar em moeda fiduciária e a sua desvalorização em relação ao ouro garantiram o fim da deflação e criaram inflação, o que tornou mais fácil pagar a alta dívida acumulada durante o boom da década de 1920, embora parte da dívida tenha sido cancelada.

### O Bloco de Leste nas décadas de 1980 e 1990
Durante a década de 1980, o Bloco Oriental, que dependia de uma forma altamente centralizada de economia planeada, passou por um período de estagnação de uma década, do qual não recuperou. O final da década viu revoluções e a queda de regimes comunistas em toda a Europa Central e Oriental e, finalmente, na União Soviética (URSS) em 1991. O processo foi acompanhado por uma flexibilização gradual, mas importante, das restrições ao comportamento económico e político no final da década de 1980, incluindo os estados satélites, culminando com o colapso económico e a terapia de choque na década de 1990. Mesmo antes da crise financeira da Rússia de 1998, o PIB da Rússia era metade do que tinha sido no início da década de 1990.
O colapso da URSS foi caracterizado por um aumento na taxa de mortalidade, especialmente entre homens com mais de 50 anos, sendo o alcoolismo uma das principais causas. Também houve um aumento da criminalidade violenta e dos homicídios. A população russa atingiu o pico na década de 1990 e é menor hoje do que há duas décadas, como mostra a demografia da Rússia.
Um relato em primeira mão das condições durante o colapso económico foi feito por Dmitry Orlov, um antigo cidadão da URSS que se tornou cidadão dos EUA, mas regressou à Rússia durante algum tempo durante a crise.

### Crise financeira russa de 1998
Após uma maior ou menor estabilização após a desintegração da URSS, uma grave crise financeira ocorreu na Federação Russa em agosto de 1998. Foi causada pelos baixos preços do petróleo e pelos cortes nos gastos do governo após o fim da Guerra Fria. Outras nações da antiga União Soviética também passaram por colapso económico, embora uma série de crises também tenham envolvido conflitos armados, como na região separatista da Chechênia. O calote da Rússia nos seus títulos governamentais em 1998 levou ao colapso do fundo de cobertura altamente alavancado Long Term Capital Management, o que ameaçou o sistema financeiro mundial. A Reserva Federal dos EUA organizou um resgate do LTCM, que o transferiu para um consórcio bancário.

### Grande depressão argentina de 1998–2002
A depressão, que começou após as crises financeiras russa e brasileira, causou desemprego generalizado, tumultos, a queda do governo, o calote da dívida externa do país, a ascensão de moedas alternativas e o fim da taxa de câmbio fixa do peso em relação ao dólar americano. A economia encolheu 28 por cento entre 1998 e 2002. Em termos de rendimento, mais de 50 por cento dos argentinos eram pobres e 25 por cento, indigentes; sete em cada dez crianças argentinas eram pobres no auge da crise em 2002.
No final de novembro de 2001, as pessoas começaram a levantar grandes somas de dólares das suas contas bancárias, transformando pesos em dólares e enviando-os para o exterior, o que causou uma corrida bancária.
O congelamento enfureceu muitos argentinos que foram às ruas de cidades importantes, especialmente Buenos Aires. Eles envolveram-se em protestos.
O presidente De la Rúa acabou fugindo da Casa Rosada num helicóptero em 21 de dezembro de 2001.

### Crise económica do Zimbábue (2000-presente)
O Zimbábue enfrenta uma crise económica desde o início dos anos 2000, com alguns períodos de recuperação parcial entre eles. A hiperinflação atingiu o pico estimado em 89,7 sextilhões por cento em Novembro de 2008, tendo-se estabilizado depois do abandono da moeda local. Em Maio de 2020, a inflação anual atingiu mais de 800% após a reintrodução da moeda local, após o que o governo deixou de divulgar estatísticas, como tinha feito anteriormente mais de uma década antes. O PIB contraiu-se entre 2001 e 2008 e entre 2018 e o presente.

### Crise económica da Venezuela (2013–presente)
Desde 2013, a Venezuela sofre uma crise económica. É o pior da história da Venezuela, causado pelas políticas económicas do presidente Nicolás Maduro, sucessor de Hugo Chávez, pela queda dos preços do petróleo e por fatores internos e externos. Desde 2014, o PIB da Venezuela está em recessão, tendo caído mais de 40%. A economia entrou em colapso, causando escassez de bens básicos, crise económica e hiperinflação desde 2017. Além disso, existem aumentos drásticos na criminalidade, corrupção, pobreza e fome. Milhões de venezuelanos fugiram para países vizinhos.

### Outras tendências económicas
Na Letónia, o PIB caiu mais de 20% entre 2008 e 2010, uma das piores recessões registadas. Na Grécia, o PIB caiu mais de 26% a partir de 2008.

## Teorias alternativas

### Escola austríaca
Alguns economistas (por exemplo, a Escola Austríaca, em particular Ludwig von Mises) acreditam que a intervenção governamental e a regulamentação excessiva da economia podem levar às condições do colapso. Em particular, a investigação teórica austríaca tem se concentrado em problemas decorrentes de formas socialistas de organização económica. No entanto, esta não é uma teoria de colapso económico envolvendo o colapso de mercados financeiros que funcionam livremente; em vez disso, o foco está no mau funcionamento económico e na crise decorrente do controlo estatal.
No entanto, muitos economistas austríacos também subscrevem o que é chamado de "ABCT", ou Teoria Austríaca dos Ciclos Económicos. O economista Roger Garrison descreve a bolha como uma mera forma de expansão insustentável (não uma teoria de todas as depressões), tal como Mises e F.A. Hayek fizeram, apesar das suas divergências sobre o seu funcionamento exato. A parte essencial da teoria é que é inerentemente insustentável tentar manipular a política monetária para impulsionar tanto o investimento quanto o consumo; geralmente por meio da manipulação da taxa de juros, compra de títulos e coisas do tipo. O "boom" foi criado por "maus investimentos", como Mises os chamou; decisões empresariais que são maus investimentos e insustentáveis a longo prazo porque reduzir as taxas de juros aumentando a oferta de dinheiro e crédito só funcionará no curto prazo, mas acabará fracassando porque o governo só consegue manter as taxas de juros baixas por um certo tempo antes que o medo da inflação se instale (e a deflação ocorre no pico do ciclo de negócios) ou entre em hiperinflação (o que está completamente fora do escopo da ABCT).

### Teoria de Georgescu-Roegen sobre a capacidade de suporte da Terra em constante diminuição
O economista romeno-americano Nicholas Georgescu-Roegen, um progenitor da economia e fundador do paradigma da economia ecológica, argumentou que a capacidade de suporte da Terra — isto é, a capacidade da Terra de sustentar populações humanas e níveis de consumo — está fadada a diminuir em algum momento no futuro, à medida que o stoque finito de recursos minerais da Terra está a ser extraído e utilizado; e, consequentemente, que a economia mundial como um todo está a caminhar para um colapso futuro inevitável, levando ao fim da própria civilização humana.
Georgescu-Roegen baseia a sua previsão pessimista nas duas considerações a seguir:
- De acordo com sua visão ecológica do "pessimismo da entropia", a matéria e a energia não são criadas nem destruídas na economia do homem, apenas transformadas de estados disponíveis para propósitos humanos (recursos naturais valiosos) para estados indisponíveis para propósitos humanos (resíduos e poluição sem valor). Na verdade, todas as tecnologias e atividades do homem estão apenas a acelerar a marcha geral contra uma futura "morte térmica" planetária de energia degradada, recursos naturais esgotados e um meio ambiente deteriorado — um estado de entropia máxima na Terra.
- De acordo com a sua teoria social de "bioeconomia", a luta económica do homem para trabalhar e ganhar a vida é, em grande parte, uma continuação e extensão da luta biológica para sustentar a vida e sobreviver. Esta luta manifesta-se como um conflito social permanente que não pode ser eliminado nem pela decisão do homem nem pela evolução social da humanidade. Consequentemente, somos biologicamente incapazes de nos conter coletivamente de forma permanente e voluntária em benefício de gerações futuras desconhecidas; a pressão populacional sobre os recursos da Terra só aumentará.

Em conjunto, a Revolução Industrial na Grã-Bretanha, na segunda metade do século XVIII, involuntariamente empurrou a economia humana para uma longa e irreversível trajetória de superação e colapso no que diz respeito ao estoque mineral da Terra. A economia mundial continuará a crescer até aoseu inevitável e final colapso no futuro. A partir desse ponto, a escassez cada vez maior agravará os conflitos sociais em todo o mundo e, por fim, significará o fim da própria humanidade, conjectura Georgescu-Roegen.
Georgescu-Roegen foi o fundador do paradigma da economia ecológica e também é considerado a principal figura intelectual que influenciou o movimento de decrescimento. Consequentemente, muito trabalho nestas áreas é dedicado a discutir a impossibilidade existencial de alocar o stoque finito de recursos minerais da Terra de maneira uniforme entre um número desconhecido de gerações presentes e futuras. É provável que este número de gerações permaneça desconhecido para nós, pois não há como — ou há muito pouco — saber com antecedência se ou quando a humanidade acabará enfrentando a extinção. Na verdade, qualquer atribuição intertemporal concebível do stock finito acabará inevitavelmente num declínio económico universal em algum momento futuro.:253–256 :165 :168–171 :150–153 :106–109 :546–549 :142–145